# Ладиньяк
Ладинья́к (фр. и окс. Ladinhac) — коммуна во Франции, находится в регионе Овернь. Департамент — Канталь. Входит в состав кантона Монсальви. Округ коммуны — Орийак.
Код INSEE коммуны — 15089.
Коммуна расположена приблизительно в 460 км к югу от Парижа, в 125 км южнее Клермон-Феррана, в 20 км к югу от Орийака.

## Население
Население коммуны на 2008 год составляло 483 человека.
| 1962 | 1968 | 1975 | 1982 | 1990 | 1999 | 2008 |
| ---- | ---- | ---- | ---- | ---- | ---- | ---- |
| 601  | 603  | 555  | 523  | 510  | 465  | 483  |

## Экономика

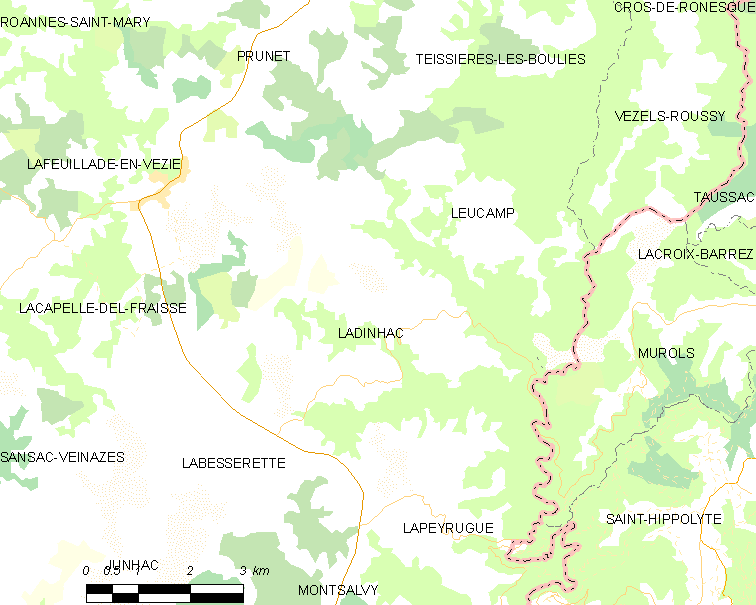
Карта коммуны

В 2007 году среди 281 человека в трудоспособном возрасте (15—64 лет) 203 были экономически активными, 78 — неактивными (показатель активности — 72,2 %, в 1999 году было 65,5 %). Из 203 активных работали 192 человека (119 мужчин и 73 женщины), безработных было 11 (4 мужчин и 7 женщин). Среди 78 неактивных 17 человек были учениками или студентами, 29 — пенсионерами, 32 были неактивными по другим причинам.